# هاري لامب
هاري لامب (بالإنجليزية: Harry Lamb)‏ (3 يونيو 1925 في المملكة المتحدة - 9 أغسطس 1982) هو لاعب كرة قدم بريطاني (وحمل سابقاً جنسية المملكة المتحدة لبريطانيا العظمى وأيرلندا) في مركز مهاجم داخلي. لعب مع نادي ترانمير روفرز لكرة القدم.